# XMPlay
XMPlay är en mycket liten musikspelare som från början var ämnad åt att spela upp chipmusik som det ska låta, utan att förstöra ljudet som många andra mediespelare kan göra[källa behövs].
XMPlay har numera stöd för ljudformaten CDA, IT, MO3, MOD, MP1, MP2, MP3, MTM, OGG, S3M, UMX, WMA, WAV och XM. Det finns plugins för att få stöd för ännu fler ljudformat.
En annan viktig funktion som XMPlay har är att den klarar av äkta gapless output, dvs det blir inget hörbart mellanrum mellan låtarna i spellistan.